# Zhang Linpeng
Zhang Linpeng (en chino tradicional, 張琳芃; en chino simplificado, 张琳芃; pinyin, Zhāng Línpéng; Jinan, Shandong, 9 de mayo de 1989) es un futbolista chino que juega de defensa en el Shanghái Port de la Superliga de China.
Es conocido por el apodo de Zhangmos (en chino: 张莫斯; pinyin: Zhāngmòsī) en su país natal por su similitud en la apariencia y el estilo de juego con Sergio Ramos. Es un defensa con mentalidad ofensiva, también conocido por su capacidad de atacar y por su juego aéreo. Ha recibido elogios del entrenador italiano Marcello Lippi, que lo describió comoː «El mejor futbolista chino en la Superliga china».

## Clubes
| Club            | País  | Año       |
| --------------- | ----- | --------- |
| Shanghai SIPG   | China | 2006-2011 |
| Guangzhou F. C. | China | 2011-2021 |
| Shanghái Port   | China | 2022-     |

## Estadísticas en su carrera

### Estadísticas en clubes
| 2006  | Shanghai SIPG FC     | China League Two   |     |   | - | - | - | - | -  | - | - | - |     |    |
| 2007  | Shanghai SIPG FC     | China League Two   |     |   | - | - | - | - | -  | - | - | - |     |    |
| 2008  | Shanghai SIPG FC     | Primera Liga China | 19  | 0 | - | - | - | - | -  | - | - | - | 19  | 0  |
| 2009  | Shanghai SIPG FC     | Primera Liga China | 24  | 1 | - | - | - | - | -  | - | - | - | 24  | 1  |
| 2010  | Shanghai SIPG FC     | Primera Liga China | 22  | 1 | - | - | - | - | -  | - | - | - | 22  | 1  |
| 2011  | Guangzhou Evergrande | Super Liga China   | 16  | 1 | 2 | 0 | - | - | -  | - | - | - | 18  | 1  |
| 2012  | Guangzhou Evergrande | Super Liga China   | 21  | 2 | 3 | 1 | - | - | 7  | 0 | 1 | 0 | 32  | 3  |
| 2013  | Guangzhou Evergrande | Super Liga China   | 23  | 4 | 4 | 1 | - | - | 13 | 0 | 4 | 0 | 44  | 5  |
| Total | Total                | Total              | 125 | 9 | 9 | 2 | 0 | 0 | 20 | 0 | 5 | 0 | 159 | 11 |

### Goles internacionales
| # | Fecha      | Sede                                                  | Oponente | Gol | Resultado | Competición                                |
| - | ---------- | ----------------------------------------------------- | -------- | --- | --------- | ------------------------------------------ |
| 1 | 30-12-2009 | Centro Deportivo Yiwu Meihu, Yiwu, China              | Jordania | 1–0 | 2–2       | Amistoso                                   |
| 2 | 14-1-2010  | Estadio Nacional Mỹ Đình, Hanói, Vietnam              | Vietnam  | 2–0 | 2–1       | Clasificación para la Copa Asiática 2011   |
| 3 | 8-10-2010  | Centro Deportivo Kunming Tuodong, Kunming, China      | Siria    | 2–0 | 2–1       | Amistoso                                   |
| 4 | 8-1-2011   | Estadio Thani bin Jassim, Doha, Catar                 | Kuwait   | 1–0 | 2–0       | Copa Asiática 2011                         |
| 5 | 8-9-2015   | Estadio Olímpico de Shenyang, Shenyang, China         | Maldivas | 3–0 | 3–0       | Clasificación para la Copa Mundial de 2018 |
| 6 | 16-6-2023  | Estadio de Fútbol Dalian Barracuda Bay, Dalian, China | Birmania | 1–0 | 4–0       | Amistoso                                   |

## Palmarés

### Club
Shanghai Port
- Superliga de China: 2023
- China League Two: 2007

Guangzhou
- Superliga de China: 2011, 2012, 2013, 2014, 2015, 2016, 2017, 2019
- Liga de Campeones de la AFC: 2013, 2015
- Copa FA de China: 2012,[3] 2016[4]
- Supercopa de China: 2012, 2016, 2017, 2018

### Internacional
China
- Campeonato de Fútbol de Asia Oriental: 2010

### Distinciones ndividuales
- Equipo del Año de la Superliga de China: 2013, 2014, 2015, 2016, 2018
- Equipo de Ensueño de la Liga de Campeones de la AFC: 2013, 2015